# Carenoptomerus
Carenoptomerus is een kevergeslacht uit de familie van de boktorren (Cerambycidae). De wetenschappelijke naam van het geslacht werd voor het eerst geldig gepubliceerd in 2003 door Tavakilian & Peñaherrera.

## Soorten
Carenoptomerus is monotypisch en omvat slechts de volgende soort:
- Carenoptomerus guyanensis Tavakilian & Peñaherrera, 2003